# Viveca Lindfors
Elsa Viveca Torstensdotter Lindfors (Upsala, Suecia, 29 de diciembre de 1920-Upsala, Suecia, 25 de octubre de 1995), conocida como Viveca Lindfors, fue una actriz sueca de teatro y cine.

## Biografía
Viveca Lindfors nació en Uppsala, Suecia. Sus padres se llamaban Karin Emilia Teresa y Axel Torsten Lindfors. 
Comenzó sus estudios en la escuela de arte dramático de Estocolmo. Poco después logró aparecer en varias obras de teatro y más tarde, se convirtió en una estrella de teatro y cine de Suecia. En 1946 se trasladó a Estados Unidos y firmó un contrato con la compañía Warner Bros., siendo así fue cuando comenzó a trabajar en Los Ángeles.
A lo largo de su carrera trabajó con actores como Ronald Reagan, Jeffrey Hunter, Charlton Heston, Lizabeth Scott, Elana Eden, Errol Flynn, Vittorio Gassman, Silvana Mangano, Michael Caine... 
Entre sus películas más notables, se encuentran: Dark City (1950) de William Dieterle, que supuso el debut en el cine de Charlton Heston; Busca tu refugio (Run for Cover, 1955), con James Cagney y John Derek, dirigida por Nicholas Ray; La tempesta (1958) de Alberto Lattuada; No Exit (A puerta cerrada), por la que ganó ex equo junto a Rita Gam el Oso de Plata a la mejor actriz en el Festival de Berlín; The Story of Ruth; la superproducción bíblica rodada en España Rey de reyes de Nicholas Ray; la exitosa Tal como éramos (1972), protagonizada por Robert Redford y Barbra Streisand; y The Sure Thing (1985) de Rob Reiner. 

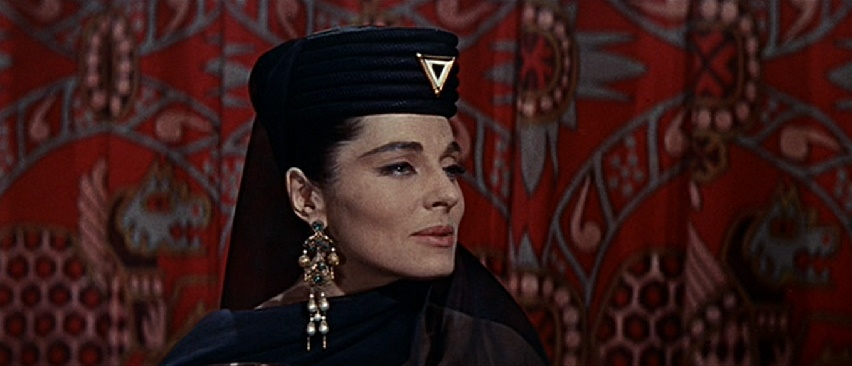
Lindfors en la película La historia de Ruth (1960).

Fue un rostro habitual en el cine fantástico, de terror y thriller: participó en "El día del padre", uno de los cinco cortometrajes que conforman la película Creepshow de George A. Romero; también en The Hand (1981) de Oliver Stone; tuvo un papel importante en el filme de culto Stargate (1994) de Roland Emmerich, e incluso interpretó un personaje breve (una enfermera) en El exorcista III (1990).
Participó en varias series televisivas enormemente populares, como Los intocables (1959-63; protagonizada por Robert Stack), Bonanza, Dinastía y Law & Order.
También tuvo papeles relevantes en obras teatrales como: Anastasia, Pal Joey, El rey Lear...
Y en la serie de televisión La tía de Frankenstein en 1986.

## Filmografía parcial
- El burlador de Castilla (1948)
- The Flying Missile (1950)
- Los contrabandistas de Moonfleet (1955)
- Run for Cover (Busca tu refugio) (1955)
- La historia de Ruth (1960)
- Rey de reyes (1961)
- No Exit (1962)
- Estos son los condenados (1962)
- Bonanza (1964) "The Spotlight" S6 E33
- El coleccionista de cadáveres (1970)
- La casa sin fronteras (1972)
- The Way We Were (1973)
- Un día de boda (1978)
- Creepshow (1982)
- Locura sangrienta (1984)
- The Sure Thing (1985)
- Sexpionaje (1985)
- El exorcista III (1990)
- Zandalee (1991)
- Stargate (1994)

## Premios y distinciones
Festival Internacional de Cine de Berlín
| Año  | Categoría                      | Película                   | Resultado |
| ---- | ------------------------------ | -------------------------- | --------- |
| 1962 | Oso de Plata a la mejor actriz | No Exit (A puerta cerrada) | Ganadora  |